# Isosaari, Askola
Isosaari är en ö i Finland. Den ligger i sjön Tiiläänjärvi och i kommunen Askola i den ekonomiska regionen  Borgå  och landskapet Nyland, i den södra delen av landet, 60 km nordost om huvudstaden Helsingfors. Öns area är 10,9 hektar och dess största längd är 0,5 kilometer i sydväst-nordöstlig riktning.